# Detlef Diederichsen
Detlef Diederichsen (* 11. Mai 1960 in Hamburg; Pseudonym: Ewald Braunsteiner) ist ein deutscher Journalist und Musiker.

## Leben
Detlef Diederichsen wuchs als Sohn einer Lehrerin und des Theaterwissenschaftlers Diedrich Diederichsen, zusammen mit einem älteren Bruder, Diedrich Diederichsen, in Hamburg auf und absolvierte 1980 das Abitur auf dem Johanneum. Er ist Gründungsmitglied der Band Die Zimmermänner und gehörte zur Hamburger Szene um Punk und New Wave in den 1980er Jahren. Unter dem Namen Ewald Braunsteiner schrieb er zahlreiche Artikel für Sounds und Spex. Er war 1982 am Musikprojekt Flying Klassenfeind beteiligt und veröffentlichte im selben Jahr ein Solo-Album mit dem Titel Volkskunst aus dem Knabengebirge.
1993 gründete Detlef Diederichsen das Label „Moll Tonträger“ und produzierte u. a. F.S.K., JaKönigJa, The Sea and Cake, Souled American und Ethan James. Von Oktober 2006 bis Ende 2022 war Diederichsen Bereichsleiter für Musik, Tanz und Theater im Berliner Haus der Kulturen der Welt.